# Лівен ван Латем
Лівен ван Латем (Лаетхем) (нід. Lieven van Lathem; 1430, Летхем-Сент-Марі поблизу Гента — 1493, Антверпен) — фламандський мініатюрист, батько художника Якоба ван Латена.

## Життя та творча діяльність
Він родом з маленького містечка Летхем-Сент-Марі поблизу Гента. За словами бельгійського історика мистецтва Альфонса Вотерса, його батьком був художник Леон ван Латем. Його тесть, амстердамський книготорговець Якоб де Мейстер, у 1457 році приєднався до гільдії в Антверпені, натомість його син Джейкоб служив камердинером у Філіпа І Вродливого (valet de chambre) і разом із двором виїхав до Іспанії.
Лівен був учнем майстра Жирарта де Руссійона. Перші згадки про нього походять з документів про зарахування до гільдії художників у Генті, датованих 1454 роком . З 1456 року працював на Філіппа Доброго, а потім, у 1457—1459 роках, був на службі у його сина Карла Зухвалого. До цього періоду належать зокрема такі твори, як мініатюри в Хроніках Філіпа Доброго чи Молитовнику Карла Сміливого (1459). Ілюстрації в молитовнику — єдині задокументовані твори митця з певною атрибуцією. Він також працював над оздобленням рукописів із колекції Луї де Грутфузе («Роман де Гліон де Тразегмії», «Історія де Джейсон», «Секретні секрети») авторства Девіда Оберта та Ніколаса Шпієрінка. У 1459 році його виключили з лав гільдії художників за відмову сплачувати внески. У 1462 році він перебував на півночі Голландії, де працював над Хроніками Катажини з Клеве, в яких він зробив декоративні дролері і працював над оздобленням старої частини Хронік Марії Бургундської (близько 1475—1477), раніше приписуваній Філіпу де Мазероллесу.
Оселився в Антверпені, де у 1462 році став членом гільдії святого Луки. Його творча діяльність не обмежувалася тільки місцем проживання. У 1468 році працював у Брюгге, де готував декорації для шлюбу Карла Сміливого з Малгожатою з Йорку, сестрою англійського короля Едуарда IV і донькою князя Йорку Річарда та Сесилії Невілл. Рік потому, у Гаазі, працював з ілюстраціями до Молитовника Карла Сміливого. У 1487—1490 роках виконував доручення короля римського Максиміліана I, а в останній рік життя був королівським придворним художником.

## Особисте життя
Одружився з Антуанеттою Мейстер (Smeesters або Smeysters Antonine), донькою амстердамського ілюстратора із Фландрії Якоба Мейстера. Мав двох синів: золотаря Лівена і художника Джейкоба. Обидва працювали для Філіпа Прекрасного.

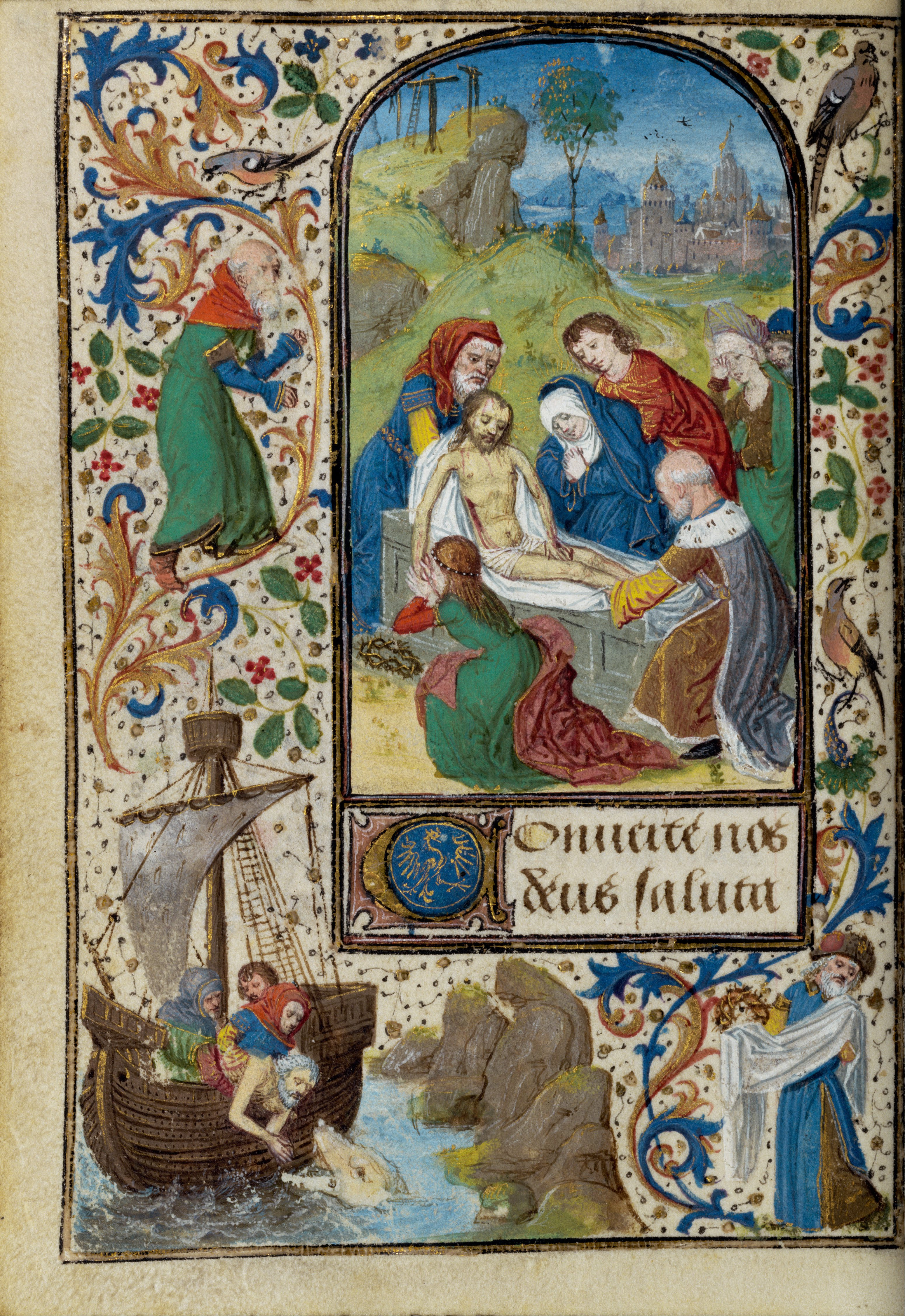
Аркуш з Хронік Карла Сміливого з музею Дж. Пола у Генті (Ms.37, f. 119v)

## Видатні праці
- Хроніки Філіпа Доброго — Париж, Національна бібліотека Франції, (ms.nouv.acq.fr. 16428)
- Молитовник Карла Сміливого — Лос-Анджелес, Музей Ґетті (MS 37)
- Хроніки Катажини з Клеве — бл. 1460, Гаага, Museum Meermanno (MMW, 10 °F 50)
- Хроніки Марії Бургундської — Відень, Австрійська національна бібліотека, (cod. Ser. n.1857)
- Histoires de Gillion Trazegnies — Chatsworth House, Duke of Devonshire Collection, (ms 7535)
- Histoires de la conquête Toison d'Or — Париж, Національна бібліотека Франції, (ms.fr. 331)
- Les secrets d'Aristote — Париж, Національна бібліотека Франції, (ms.fr. 562)
- Ordonnance touchant la conduite du premier équier d’équierie de monseigneur le duc de Bourgogne — Відень, Австрійська національна бібліотека, (cod Ser. n.2616)
- Loix et ordonnance ou statuz militaires — Лондон, Британська бібліотека, (Add. Ms.36619)
- Modlitewnik Trivulzio — Гаага, Королівська бібліотека